# René Vautier
René Vautier (Camaret-sur-Mer, 15 de enero de 1928 - Saint-Malo, 4 de enero de 2015) fue un realizador y escenógrafo francés.

## Biografía
Hijo de padre obrero de fábrica y de madre institutriz, a la edad de quince años realizó sus primeras actividades militantes en el seno de la resistencia. En 1943, a los 16 años, fue responsable de la agrupación de jóvenes en el grupo de René Madec. Fue condecorado con la Cruz de Guerra; asimismo fue citado en la Orden de la Nación por el general Charles de Gaulle por sus actos en la resistencia durante el año 1944.
Después de efectuar sus estudios secundarios en el Liceo de Quimper, se diplomó en el Institut des hautes études cinématographiques (IDHEC) en 1948, en la rama de realización.
Realiza en 1950 su primera película, Afrique 50, que era un encargo de la Liga de la Enseñanza destinado a promover la misión educativa de Francia en sus colonias. Sobre la marcha, cambió los objetivos de la película y rodó la realidad que se intentaba ocultar, por lo que la película fue prohibida durante más de cuarenta años. Fue la primera cinta anticolonialista francesa, obra maestra del cinéma engagé, que le valdrá 13 acusaciones y una condena de prisión, siendo también condenado su compañero Félix Houphouët-Boigny. Se trata de una condena por violación del decreto de Pierre Laval de 1934, por lo que Vautier fue encarcelado en la Prisión Militar de Saint-Maixent, cerca de Niederlahnstein, en la zona francesa de ocupación de Alemania. Sale en junio de 1952.
Afrique 50 recibió la medalla de oro del festival de Varsovia. Comprometido en África en diversos rodajes, recorre el maquis argelino en unión de la guerrilla. Director del Centro Audiovisual de Argelia de 1961 a 1965, fue a la vez secretario general de los Cinémas Populaires.
De vuelta en Francia, funda en 1970 la Unité de Production Cinématographique Bretagne, con la intención de «filmar el país». En enero de 1973 comienza una huelga de hambre exigiendo «[...] la supresión de la facultad de la comisión de censura cinematográfica de censurar películas sin esgrimir razones; y la prohibición, para esta comisión, de pedir cortes y negación de visados por motivos políticos». Será apoyado por Claude Sautet, Alain Resnais y Robert Enrico. Al término de esta huelga la ley fue modificada. En 1974 recibe un homenaje especial del jurado del premio al Film antirracista por el conjunto de su obra. Funda en 1984 una productora independiente: «Images sans chaînes» ('Imágenes sin cadenas').
Recibió en 1998 el Gran Premio de la Sociedad Civil de Autores Multimedia, por el conjunto de su obra.
Fue condecorado con la Orden del Armiño en 2000.
Siempre esforzó en poner 

la imagen y el sonido a disposición de los que los poderes establecidos rechazan [para enseñar] la gente y lo que quieren.

## Premios y distinciones
Festival Internacional de Cine de Berlín
| Año  | Categoría                                | Película     | Resultado |
| ---- | ---------------------------------------- | ------------ | --------- |
| 1959 | Mejor cortometraje adecuado para jóvenes | Anneaux d'or | Ganador   |